# Gers
Gers (wymowaⓘ, ʒɛʀs lub ⓘ, ʒɛːʀ) – francuski departament położony w regionie Oksytania. Utworzony został podczas rewolucji francuskiej 4 marca 1790. Departament oznaczony jest liczbą 32. Jego nazwa pochodzi od nazwy rzeki Gers.
Według danych na rok 2010 liczba zamieszkującej departament ludności wynosi 188 159 os. (30  os./km²); powierzchnia departamentu to 6257 km². Ośrodkiem administracyjnym (prefekturą) i największym miastem departamentu jest Auch.
W 2023 roku w skład departamentu wchodziło 461 gmin (lista).

## Miejscowości
Największe miejscowości departamentu (w nawiasach liczba ludności w 2021 roku):

- Auch (23 041)
- L’Isle-Jourdain (9324)
- Condom (6466)
- Fleurance (6012)
- Eauze (4014)
- Lectoure (3690)
- Vic-Fezensac (3581)
- Mirande (3454)
- Gimont (3055)
- Pavie (2510)
- Samatan (2429)
- Mauvezin (2239)
- Nogaro (2161)
- Lombez (2143)
- Riscle (1702)
- Cazaubon (1662)
- Pujaudran (1657)
- Masseube (1524)
- Plaisance (1421)
- Barcelonne-du-Gers (1358)
- Preignan (1222)
- Marciac (1206)
- Castelnau d’Auzan Labarrère (1186)
- Gondrin (1184)
- Montréal (1180)
- Jegun (1173)
- Le Houga (1170)
- Ségoufielle (1151)
- Valence-sur-Baïse (1127)
- Miélan (1125)
- Aubiet (1123)
- Seissan (1099)
- Saint-Clar (1048)
- Castéra-Verduzan (1039)